# Porza
Porza (in dialetto ticinese Purza) è un comune svizzero di 1 612 abitanti del Canton Ticino, nel distretto di Lugano.

## Geografia fisica
Porza è situato a nord di Lugano.

## Monumenti e luoghi d'interesse
- Chiesa dei Santi Bernardino da Siena e Martino di Tours, eretta nel XVI secolo[1];
- Cappella di San Rocco, eretta in epoca tardomedioevale[senza fonte];
- Casa Soldati, residenza seicentesca della locale famiglia d'artisti e studiosi[senza fonte];
- Quattro[senza fonte] tombe dell'età del ferro, scoperte nel 1907-1908[1] in occasione della costruzione della ferrovia Lugano-Tesserete[senza fonte].

Nel cimitero di Porza sono sepolti il pilota di Formula 1 Clay Regazzoni e il frontman dei Gotthard, Steve Lee.

## Società

### Evoluzione demografica
L'evoluzione demografica è riportata nella seguente tabella:
Abitanti censiti

## Amministrazione
Ogni famiglia originaria del luogo fa parte del cosiddetto comune patriziale e ha la responsabilità della manutenzione di ogni bene ricadente all'interno dei confini del comune. Il comune venne fondato da una famiglia di nomadi nel XII sec. d.C. dopo aver sottratto il territorio ad una piccola tribù indigena che viveva in quel luogo. Il Sindaco dal 2012 è Franco Citterio. Porza è nota per la sua bassa fiscalità..
La cittadina ha avuto per ventotto anni come sindaco Pio Regazzoni, padre del pilota di Formula Uno Gianclaudio Regazzoni

## Sport
A Porza si trova la Resega, lo stadio del ghiaccio di casa dell'Hockey Club Lugano.